# Luigi Gaggero

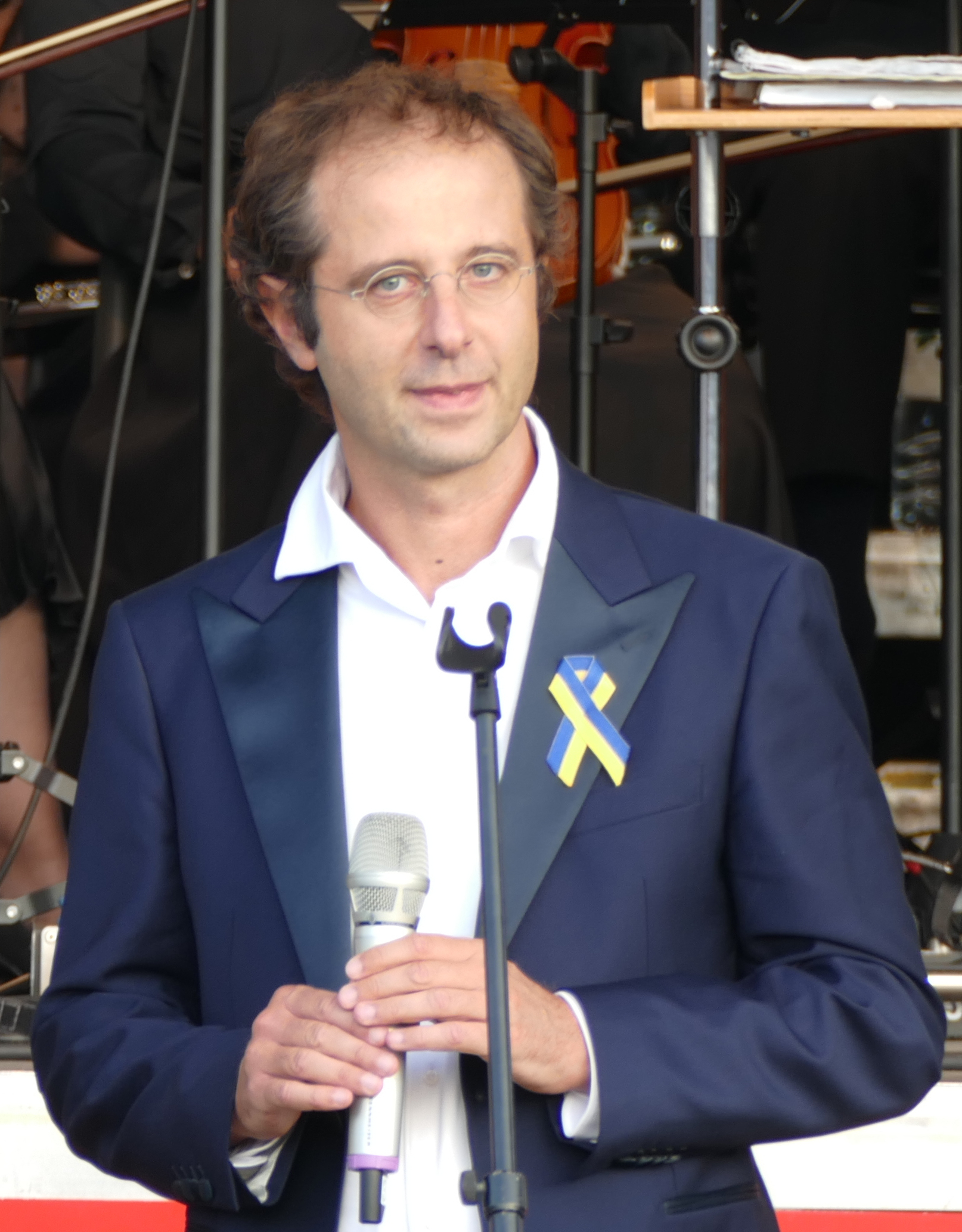
2022 trat Luigi Gaggero mit dem Sinfonieorchester Kiew am ukrainischen Nationalfeiertag im Rahmen eines Open-Air-Konzerts im Geraer Hofwiesenpark auf – ein Dankeschön für Gastfreundschaft und Hilfsbereitschaft.

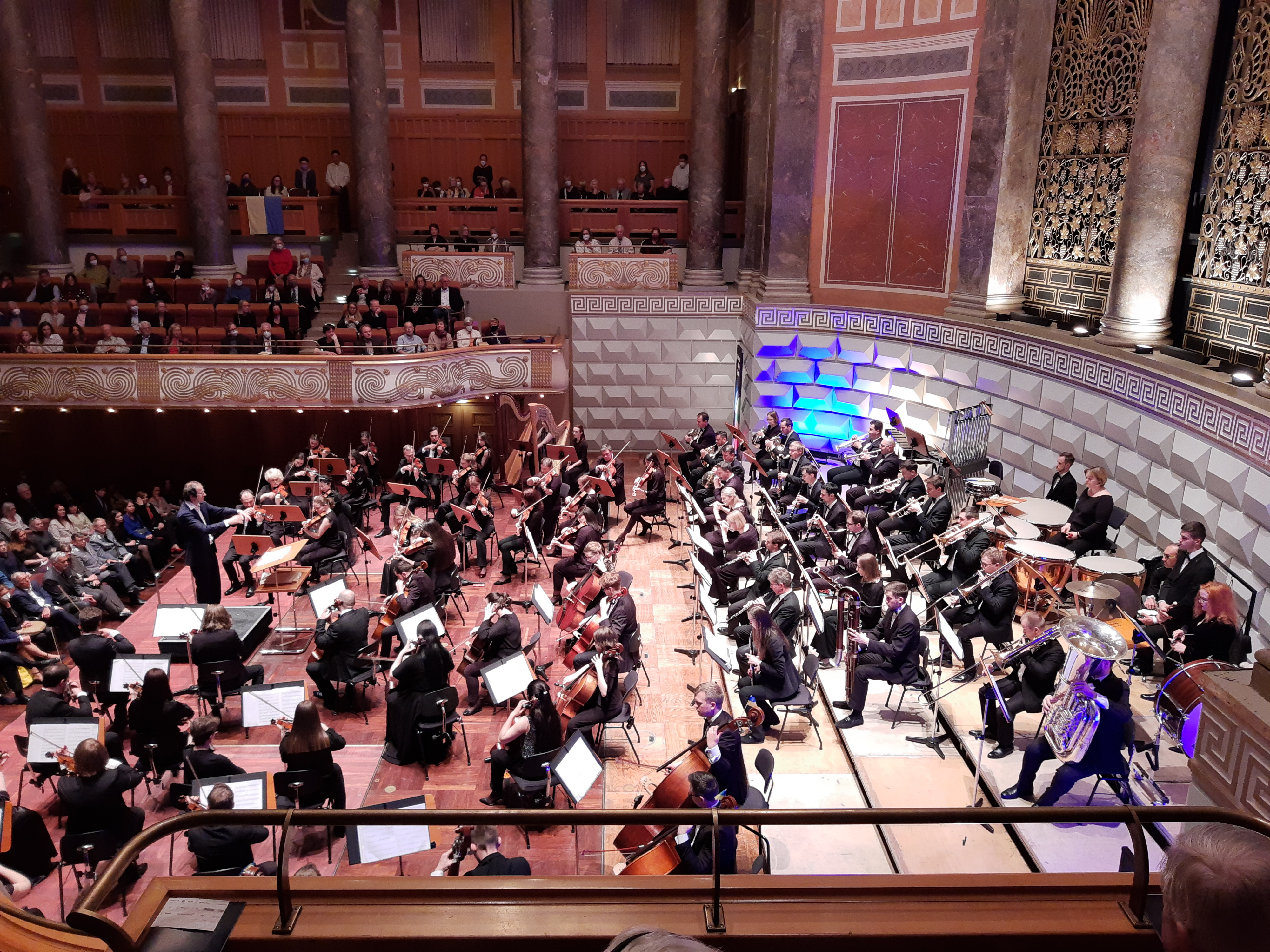
Gaggero leitet das Kyiv Symphony Orchestra im Kurhaus Wiesbaden am 28. April 2022

Luigi Gaggero (geboren 1976 in Genua) ist ein italienischer Schlagwerker, Zymbalist, Dirigent und Hochschullehrer. Er ist Chefdirigent des Sinfonieorchesters Kiew (Kyiv Symphony Orchestra) und der einzige Professor für Zymbal in Westeuropa, am Conservatoire de Strasbourg.

## Leben
Gaggero wurde in Italien geboren. Er studierte dort Schlagwerk und Dirigieren bei Andrea Pestalozza und in Budapest Zymbal bei Márta Fábián. Er vertiefte seine Schlagwerkstudien bei Edgar Guggeis und Rainer Seegers (* 1952) an der Hochschule für Musik Hanns Eisler Berlin, wo er mit Auszeichnung abschloss. Er kam 2012 als Schlagzeuger erstmals in die Ukraine und war von der ruhigen Aufmerksamkeit des Publikums beeindruckt, das Musik wie eine geistige Botschaft aufnahm. Er gründete dort 2015 das Ukho Ensemble Kyiv für neue Musik und leitete es. Er unterrichtet Zymbal und Schlagzeug am Conservatoire de Strasbourg, als der einzige Professor für Zymbal in Westeuropa.
Gaggero wurde 2018 Chefdirigent das Sinfonieorchesters Kiew. Während des russischen Überfalls auf die Ukraine 2022 wurde das Orchester eingeladen, in mehreren bedeutenden Konzertsälen in Polen und Deutschland zu spielen, mit einem ersten Konzert in Warschau am 21. April. Sie musizierten in Deutschland im Kulturpalast in Dresden, in Leipzig, der Berliner Philharmonie, im Kurhaus Wiesbaden, organisiert vom Rheingau Musik Festival, in Freiburg, im Kuppelsaal der Stadthalle Hannover, in der Elbphilharmonie in Hamburg und im Hofwiesenpark in Gera. Das Programm war überwiegend Musik aus der Ukraine gewidmet, mit Werken von Maxim Beresowski, Myroslaw Skoryk und Borys Ljatoschynskyj. In Wiesbaden wurde Berezovskys Sinfonie in C-Dur aus den 1770er-Jahren gefolgt von Chaussons Poème für Violine und Orchester, Op. 25, Skoryks Melodie in a-Moll (1982), gespielt von Aleksey Semenenko, und zum Abschluss Ljatoschynskyjs Sinfonie Nr. 3 Sinfonie Nr. 3 op. 50. Den letzten Satz hatte der Komponist 1951 mit dem Motto Der Frieden wird den Krieg besiegen versehen, doch musste er unter dem Sowjetregime das Motto streichen und einen optimisterischeren Schluss komponieren. Die revidierte Fassung wurde 1955 in Leningrad uraufgeführt. Gaggero dirigierte die originale Fassung.